# Menophra regulata
Menophra regulata là một loài bướm đêm trong họ Geometridae.